# Andamanhavet
Andamanhavet er en del af den Bengalske Bugt; det ligger mellem Malacca-halvøen, Andamanerne og Nicobarerne. Arealet er ca. 800.000 km².
10°N 96°Ø / 10°N 96°Ø